# Patriarca

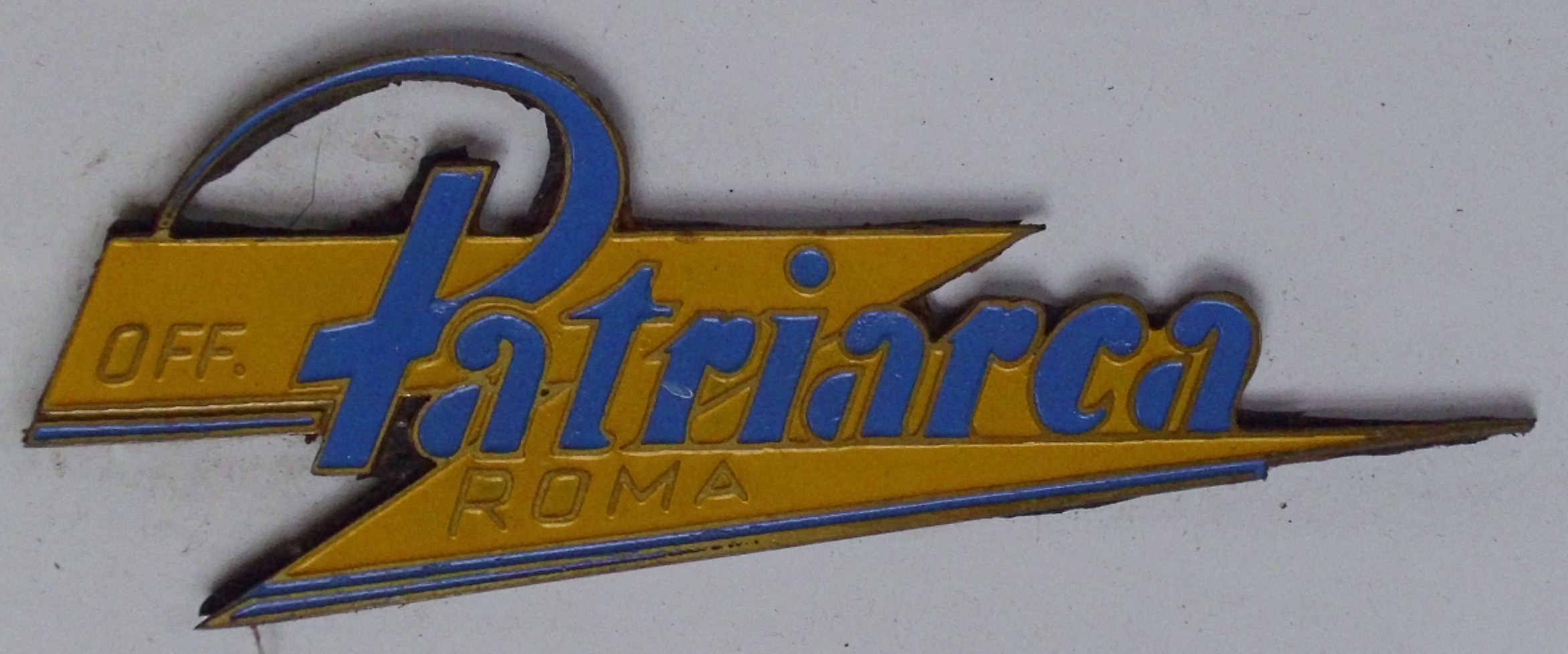
Emblem

Patriarca war ein italienischer Rennwagenhersteller, der in Rom und später in Nemi ansässig war. Der Familienbetrieb produzierte nach dem Zweiten Weltkrieg einige Rennwagen für kleinere Motorsportklassen, die ausschließlich in Italien eingesetzt wurden.

## Unternehmensgeschichte
Das Unternehmen wurde 1933 von Rodolfo Patriarca gegründet. Es hatte seinen Sitz im Stadtzentrum von Rom und war in den ersten Jahren ein reiner Reparaturbetrieb für Automobile. Rodolfo Patriarca bemerkte früh das Interesse seiner vornehmlich städtischen Kundschaft an leistungsgesteigerten Automobilen. Daher bot er schon bald Motorbearbeitungen an und nahm auf Wunsch auch weitere Eingriffe an den Autos der Kunden vor, so beispielsweise Gewichtsreduzierungen. Zu den Kunden Patriarcas gehörten in dieser Zeit Politiker ebenso wie bekannte Rennfahrer; unter ihnen waren Piero Taruffi, Luigi Musso, Salvatore Casella und – später – Maria Teresa de Filippis.
Ab 1948 konstruierte und baute Patriarca mehrere Rennwagen, die von unterschiedlichen Fahrern eingesetzt und in geringen Stückzahlen produziert wurden. Das letzte eigene Fahrzeug entstand 1974. Danach konzentrierte sich Patriarca zunächst auf die Vorbereitung von Rennwagen der Formel Ford bzw. Super Ford. Eines der von Patriarca in diesem Rahmen vorbereiteten Fahrzeuge wurde in den späten 1970er-Jahren mit einigem Erfolg von Enzo Coloni eingesetzt, dem Gründer des nach ihm benannten umbrischen Rennstalls und Formel-1-Teams. Das Unternehmen Patriarca ist heute in Teramo ansässig und beschäftigt sich wieder schwerpunktmäßig mit der Reparatur von Automobilen.

## Autos von Patriarca

### Patriarca 750

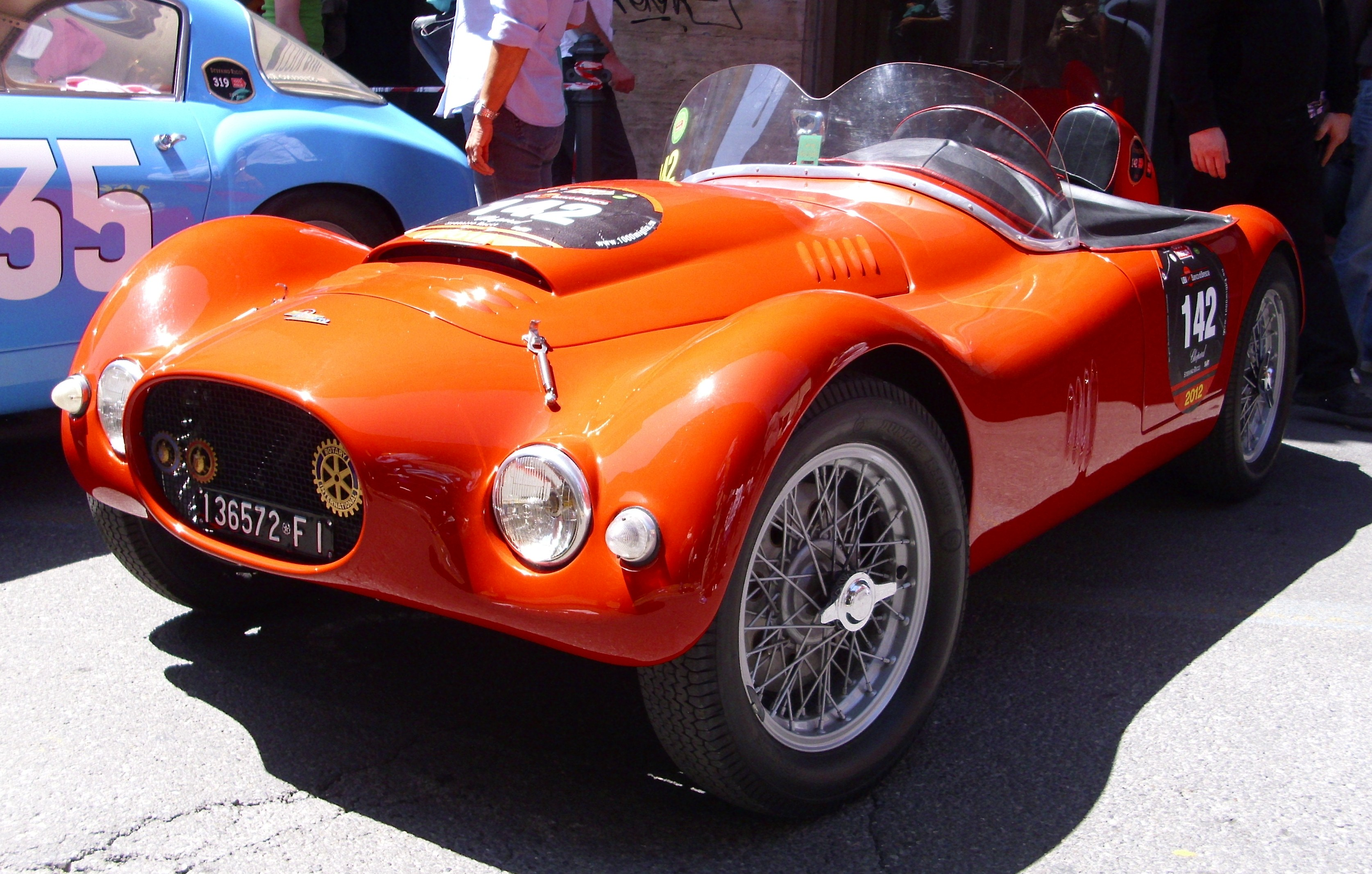
Patriarca 750 Sport von 1950 bei der Mille Miglia

1948 konstruierte Patriarca seinen ersten eigenen Rennwagen, der für die Klasse 750 Sport bestimmt war. Der Patriarca 750 war ein kleines Auto mit einem 750 Kubikzentimeter großen Vierzylinder-Reihenmotor von Fiat, der in Zusammenarbeit mit dem späteren römischen Fiat-Tuner Giannini entwickelt worden war. Die Leistung des Motors wurde mit 42 PS angegeben. Bis 1954 entstanden einzelne Nachbauten dieses Wagens.
Der italienische Rennfahrer Sesto Leonardi nahm mit dem Wagen 1949 und 1950 an zahlreichen nationalen Rundfahrten teil. Patriarcas Konstruktion konkurrierte hier mit Fahrzeugen von Giaur und Stanguellini. 1949 gewann Leonardi auf dem Patriarca den Meistertitel in der Klasse 750.
1949 und 1950 nahm Leonardi jeweils mit dem Patriarca an der Mille Miglia teil. Im ersten Jahr schied er vorzeitig aus; 1950 hingegen kam er auf Platz 24 und als Erster seiner Klasse ins Ziel. Die anschließenden Rundfahrten auf dem Circuito del Castello im Juni 1950 und auf dem Circuito de Collemaggio im Juli 1950 konnte Leonardi mit dem Patriarca 750 gewinnen. Nach zweijähriger Unterbrechung erschien der Patriarca 1953 und 1954 wieder bei Rundstreckenrennen. Verschiedene Fahrer bewegten das Auto, konnten aber keine herausragenden Erfolge erzielen.
Ein Patriarca 750 Sport von 1950 nahm 2012 an der Mille Miglia teil.

### Patriarca 1100

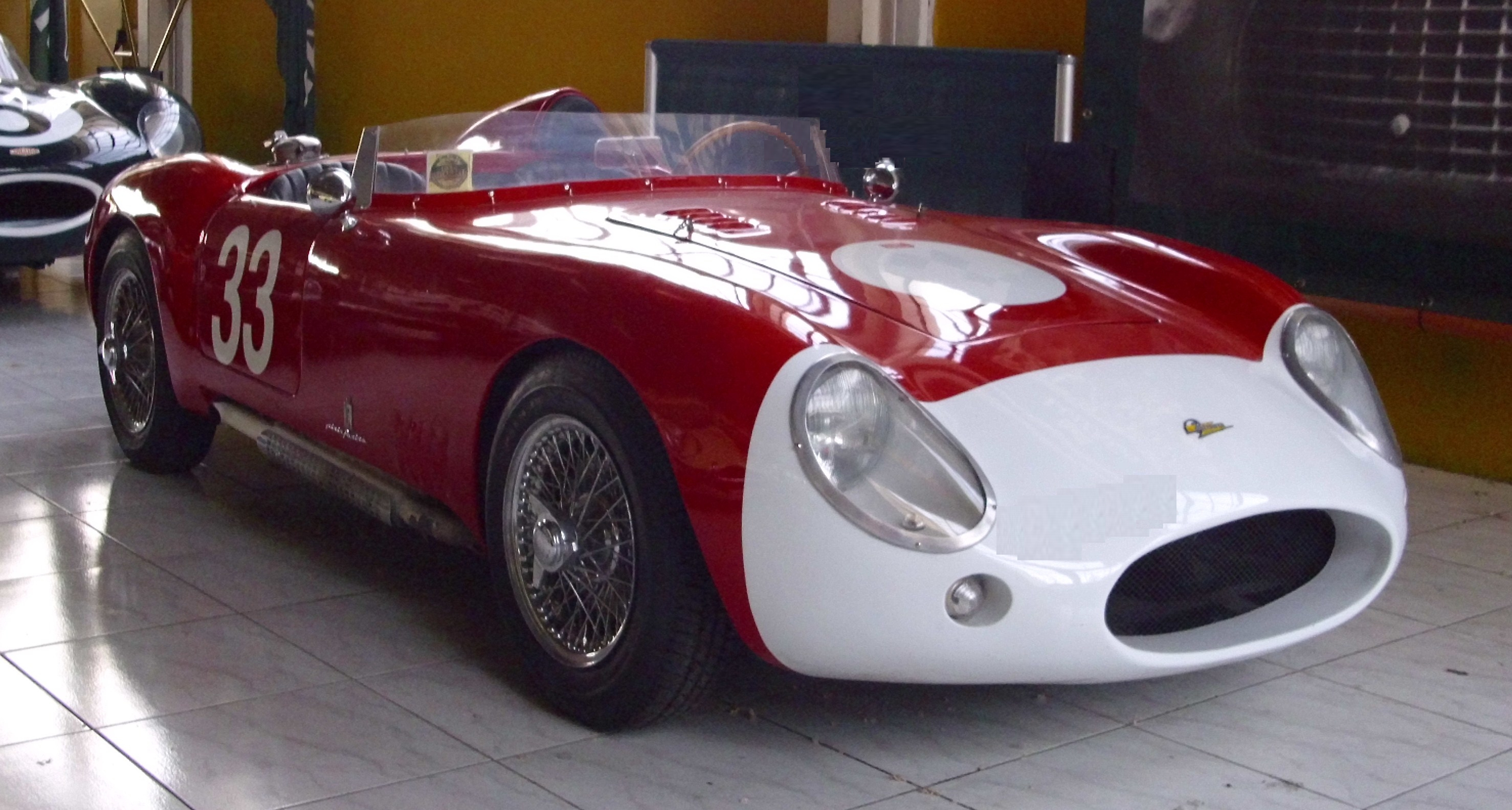
Patriarca 1100 von 1951

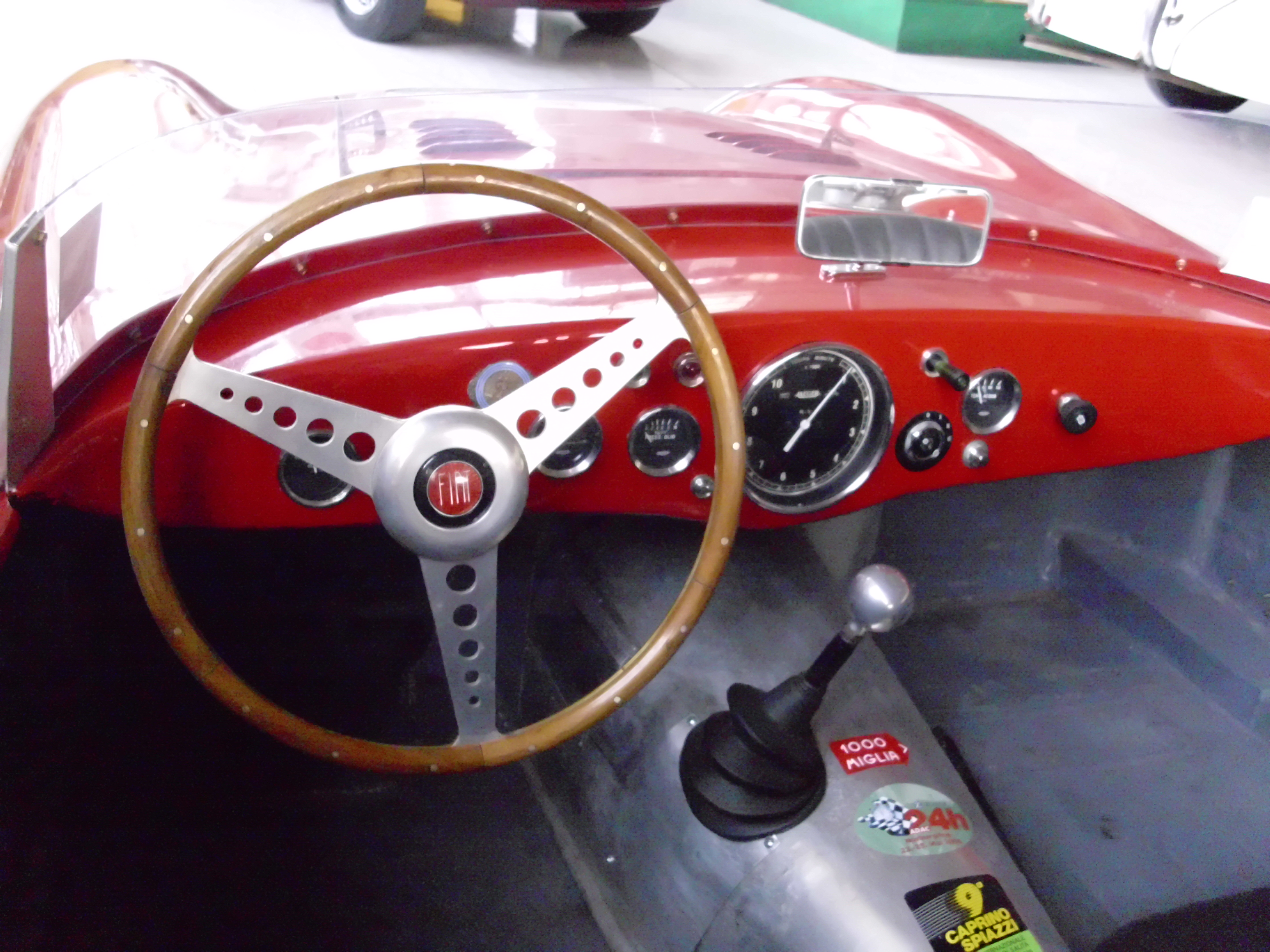
Interieur

1951 entstand das Modell 1100. Hier sorgte ein Vierzylindermotor mit 1089 cm³ Hubraum für den Antrieb. Die Karosserie stammte von Pininfarina. Ein italienischer Fahrzeughändler bot im Mai 2012 einen Patriarca 1100 zum Verkauf an.

### Baby Junior
1959 konstruierten Rodolfo Patriarcas Söhne Bruno und Franco einen weiteren Rennwagen, der für die 1957 etablierte Formel Junior bestimmt war. Bis 1964 entstanden 18 Exemplare des Baby Junior genannten Fahrzeugs. Das Auto verfügte über einen Rohrrahmen und in den meisten Fällen über 500 Kubikzentimeter große Triebwerke von Fiat bzw. Steyr-Puch. Drei Exemplare waren mit einem auf 850 Kubikzentimeter vergrößerten Motor ausgerüstet. Die Wagen wurden von unterschiedlichen Piloten gefahren; zu ihnen gehörte auch sein Konstrukteur Bruno Patriarca. Mit der Einführung der neuen Formel 3 1964 endete die Produktion von Rennwagen bei Patriarca.

### Weitere Fahrzeuge
1968 konstruierte Bruno Patriarca einen kleinen Gran Turismo auf der Basis eines Serienfahrzeugs von Lancia. Das Fahrzeug blieb ebenso ein Einzelstück wie ein 1974 konstruiertes geländegängiges Fahrzeug, das die Antriebstechnik und die mechanischen Komponenten des Fiat 500 verwendete. Danach stellte Patriarca die Konstruktion eigener Automobile ein.